# 巴德里纳特普里
巴德里纳特普里（Badrinathpuri），是印度北阿坎德邦查谟利县的一个城镇。总人口841（2001年）。
巴德里纳特普里是印度教的四个朝圣地查尔达姆之一。 

## 人口
该地2001年总人口841人，其中男性543人，女性298人；0—6岁人口75人，其中男40人，女35人；识字率85.14%，其中男性为92.27%，女性为72.15%。